# Lepanthes nagelii
Lepanthes nagelii är en orkidéart som beskrevs av Gerardo A. Salazar och Soto Arenas. Lepanthes nagelii ingår i släktet Lepanthes och familjen orkidéer. Inga underarter finns listade i Catalogue of Life.